# Axelella smithii
Axelella smithii är en snäckart som först beskrevs av Dall 1888.  Axelella smithii ingår i släktet Axelella och familjen Cancellariidae. Inga underarter finns listade i Catalogue of Life.